# Maryelle Bertrand
Maryelle Bertrand (Burdeos, 28 de agosto de 1948 – Graena, Granada, 13 de noviembre de 2007) fue una arquitecta y arqueóloga francesa.

## Reseña biográfica
Desde muy pronto se planteó compaginar la doble formación científica y artística, cursando primero el bachillerato en Ciencias Experimentales, más dos años de Dibujo y Escultura en la Escuela de Bellas Artes de Burdeos, su localidad natal. En 1977 finalizó los estudios de Arquitectura en París (ENSBA Architecture UP 6), habiendo entrado ya en contacto con el mundo árabo-magrebí y el fenómeno del hábitat troglodítico en Francia y el entorno mediterráneo.
Bajo la dirección del medievalista Léon Pressouyre emprendió en 1983 la elaboración de su tesis doctoral, que defendió diez años más tarde en la Universidad de París I-Panthéon Sorbonne, bajo el título L’habitat troglodytique de la région de Guadix (Andalousie orientale), obteniendo la máxima calificación. En los seis tomos que integran la tesis ponía al servicio del conocimiento métodos de investigación pocas veces combinados, como la metódica aproximación etnoarqueológica, perfectamente adaptada al objeto de estudio: fuentes orales, indagaciones sobre las prácticas de los "maestros picaores", libros de repartimiento y apeo, actas notariales, explotación del material cerámico de las excavaciones; además de la elaboración de mapas, planos, levantamientos gráficos y fotográficos, cuya precisión y legibilidad hacían que cada sitio, cada vivienda, fuese inmediatamente identificable. La doble vertiente de arquitecta y arqueóloga debió facilitarle la interdisciplinariedad en los métodos. 
Tras la tesis, amplió sus ámbitos de estudio e interés sobre el trogloditismo andaluz −que pronto percibió asociado a los ámbitos mediterráneo y magrebí− con la investigación integral del poblamiento medieval y la cultura material, que se concretaría en el proyecto “Poblamiento y explotación del territorio de la región de Guadix/Baza durante la Edad Media”. Este trabajo sería especialmente relevante por los resultados sobre el proceso transicional de la Antigüedad tardía a la primera época islámica, los avances acerca de las actividades mineras y metalúrgicas, y la evolución del paisaje a partir de las grandes acequias y la explotación minera de los montes septentrionales de Sierra Nevada. 
En 1994 entregaba la memoria final del trabajo que llevó a cabo, junto a la Comisión de Arqueología de la Junta de Andalucía, sobre Cuevas artificiales y estructuras de poblamiento en la región Guadix-Baza. Con esta aportación cerraba una primera etapa, habiendo participado también en sendos proyectos de arqueología medieval en Andalucía, como el de cooperación franco-española entre la Casa de Velázquez y el Museo de Huelva, llevado a cabo en la isla de Saltés; y otro, promovido por la Universidad de Granada, sobre el hábitat fortificado de “El Castillejo” en Los Guájares (Granada). En ambos aportó una versión integral de sus hallazgos. Durante dos décadas sus proyectos contaron con el apoyo y respaldo de la Casa de Velázquez, institución de la que fue becaria en cuatro ocasiones, estando integrada además en el equipo de arqueólogos e historiadores del CNRS asentado en Lyon.
Instalada desde la década de 1970 en la localidad de Graena (Granada), continuó la investigación científica sobre el hábitat troglodítico, en colaboración con su compañero José R. Sánchez Viciana. Desde aquí, promovió ambiciosos proyectos de fuerte impronta patrimonial para el noreste de la provincia de Granada. Uno de ellos se centró en la excavación y estudio de los baños de Marzuela en Baza, previos a su restauración. Como colaboradora desde 2004 de la Asociación de Desarrollo Rural de Guadix, se centró entonces en el estudio, protección, rehabilitación y valorización del patrimonio troglodítico, en especial el de las comarcas de Guadix y Baza. Las conclusiones se presentaron en las Jornadas Internacionales de Trogloditismo (Guadix, 22 a 24 de mayo de 2008), que logró reunir a especialistas procedentes de siete países, incluidos el Magreb.
La práctica arqueológica de Maryelle Bertrand se basaba en una presencia cuasi continua en el campo, en un profundo conocimiento de las especificidades regionales y locales, en el dominio de las novedades tanto metodológicas como conceptuales, y en la honestidad intelectual. Experta conocedora tanto de los recursos minerales no metálicos (azufre, termalismo…) como de ceramología, dada su autodisciplina fue mayor el conocimiento que lo finalmente publicado. Concebía la arqueología como experiencia total, haciendo compatible la exigencia científica con la independencia intelectual y un concepto de la vida muy personal, rechazando la facilidad de una carrera profesional trazada y explorando los caminos de su libertad.
Aunque su carrera discurrió al margen de las instituciones, no dejó de participar plenamente de la reflexión que, en las décadas finales del siglo XX, centraba la atención de los historiadores e historiadoras, en torno a la percepción y a la definición misma de al-Ándalus. Su presencia fue muy activa en los debates de los primeros años de la década de 1980, cuando se intentaba establecer las reglas de una nueva arqueología que fuera a la vez mejor articulada con el cuestionamiento histórico y más acorde con las necesidades de nuestra sociedad. 

Su maestro Léon Pressouyre definía el carácter de Maryelle Bertrand con las siguientes palabras:
“Inevitablemente, esta disposición de ánimo, procedente de una mezcla indefinible de orgullo y humildad, rigor y humor, despertaría la sospecha de los fariseos de la investigación. Para todos aquellos que avanzan en la vida llenos de certezas, Maryelle Bertrand, ni exclusivamente arquitecta, ni arqueóloga de verdad, ni historiadora completa, permaneció indescifrable. Por comodidad intelectual, algunos la consideraron simplemente marginal […]. Al huir de los caminos trillados, al colocarse con energía constante en los márgenes del conocimiento, al cambiar audazmente estos márgenes, Maryelle Bertrand nos ha abierto nuevos horizontes."

## Obra parcial
- «Irrigation et aménagement du terroir dans la vallée de l’Andarax (Almería). Les réseaux anciens de Ragol», Mélanges de la Casa de Velázquez, 21 (1985), pp. 115-133 (con Patrice Cressier).
- «El hábitat troglodítico antiguo en la Hoya de Guadix (Granada). Elementos de tipología», Arqueología Espacial. Coloquio sobre el microespacio (Teruel, 1986) t. 10, Época romana y medieval, pp. 263-283.
- «Los covarrones-refugio de Guadix: primeros datos cronológicos», II Congreso de Arqueología Medieval Española (Madrid, 1987), t. II, pp. 451-465.
- «L’hydraulique agraire dans l’Espagne médiévale», en A. Réparaz (ed.) L’eau et les hmmes en Méditerranée (Marsella, 1987), pp. 43-66 (con André Bazzana, Patrice Cressier, Pierre Guichard e Yves Montmessin).

- «Notes sur les cuevas artificielles de la vallée de l’Alhama de Guadix», en Sierra Nevada y su entorno (Granada, 1988), pp. 55-75.
- «Les habitats de falaise d’occupation almohade et proto-nasride dans la dépression de Guadix-Baza (Province de Grenade)», en La casa hispano-musulmana. Aportaciones de la arqueología / La maison hispano-musulmane. Apports de l’archéologie (Granada, 1990), pp. 47-72.
- «La vivienda rural medieval de ‘El Castillejo’ (Los Guájares, Granada)», en La casa hispano-musulmana. Aportaciones de la arqueología / La maison hispano-musulmane. Apports de l'archéologie (Granada, 1990), pp. 207-227 (con Patrice Cressier, Antonio Malpica Cuello y Guillermo Rosselló-Bordoy).
- L’habitat troglodytique de la région de Guadix (Andalousie orientale), Tesis doctoral inédita (París, 1993).
- «Cuevas d’al-Andalus et cuevas chrétiennes. Origine et évolution de l’habitat troglodytique des hauts plateaux de Grenade», en A. Bazzana y É. Hubert (dirs.) Castrum. Maisons et espaces domestiques dans le monde méditerranéen au Moyen Âge (Madrid, 2000), pp. 27-52.
- «Jolopos (La Peza, Grenade). Un hisn de la fitna», en Actas do Simposio internacional sobre castelos. Mil anos de fortificações na Península Ibérica e no Magreb, 500-1500, (Lisboa, 2002), pp. 145-159
- «L’irrigation du territoire de Guadix. Les grandes acequias de Sierra Nevada: l’Acequia de la Sierra», en P. Cressier (dir.), La maîtrise de l’eau en al-Andalus. Paysages, pratiques et techniques (Madrid, 2006), pp. 1-49
- «Canalizos y tajeas, dos sistemas de captación de agua mediante galerías subterráneas en las altiplanicies granadinas. Andalucía Oriental», Arqueología y Territorio Medieval, 16 (Jaén, 2009), pp. 151-178 (con José R. Sánchez Viciana).
- «Production de fer et peuplement de la región de Guadix (Grenade) aucours de l’Antiquité tardive et du haut Moyen Âge», en A. Canto García y P. Cressier (dirs.) Minas y metalurgia en al-Andalus y el Magrib occidental. Explotación y poblamiento (Madrid, 2008), pp. 123-157 (con José R. Sánchez Viciana).